# Eva Gottvaldová
Eva Gottvaldová (* 1978) je česká výživová odbornice, v letech 2016–2020 hlavní hygienička České republiky a náměstkyně ministra zdravotnictví ČR.

## Život
Vystudovala obor výživa člověka na Lékařské fakultě Masarykovy univerzity (promovala v roce 2003 a získala titul Mgr.).
Od července 2007 působila na Ministerstvu zdravotnictví ČR v sekci ochrany a podpory veřejného zdraví. Od listopadu 2012 pracovala pro Stálé zastoupení ČR při EU v Bruselu, kde měla na starosti veřejné zdraví a farmaceutické produkty. Podílela se na projednávání směrnice Evropského parlamentu a Rady Evropy o sbližování právních a správních předpisů členských států týkajících se výroby, obchodní úpravy a prodeje tabákových a souvisejících výrobků či rozhodnutí těchto orgánů o vážných přeshraničních hrozbách.
V polovině června 2016 rozhodla Vláda ČR, že bude hlavní hygieničkou České republiky. K 15. července 2016 pak ve funkci nahradila Vladimíra Valentu, který byl hlavním hygienikem od roku 2012, ale nepřihlásil se do výběrového řízení, které muselo být vypsáno dle nového služebního zákona.
Na konci ledna 2020 vystoupila v Českém rozhlasu s prohlášením, že obavy z koronaviru způsobujícího nemoc covid-19 jí občas připadají nadsazené. Podle Evropského centra pro prevenci a kontrolu nemocí je riziko poměrně vysoké, ale pro Evropu je pouze střední a Světová zdravotnická organizace nevyhlásila mimořádnou situaci ve veřejném zdraví s mezinárodním přesahem.

V únoru 2020 se v souvislosti s projednávanou novelou zákona o ochraně veřejného zdraví spekulovalo a diskutovalo o tom, že bude muset být kvůli nedostatečnému vzdělání z funkce odvolána, protože podle návrhu zákona by hlavní hygienik musel mít lékařské vzdělání se specializací v oblasti hygieny.
Na mimořádném zasedání vlády dne 12. března 2020 byla z funkce hlavní hygieničky odvolána.